# 和田町 (米子市)
和田町（わだちょう）は、鳥取県米子市にある町丁。郵便番号は683-0102（米子郵便局管区）。
本項では同地域にかつて所在した会見郡・西伯郡和田村（わだそん）についても述べる。

## 和田開村
延宝 - 天和年間（1673 - 1683）、中浜村佐斐神・小篠津・新屋からの移住により開拓される。1688年（元禄元年）「和田新田」となり、1714年（正徳4年）「和田村」と改称した。

## 和田村の由来

### 庄屋
- 初代 井田宗左衛門 元禄6年（1693年） -
- 2代 井田武兵衛 正徳元年 -
- 3代 磐田五郎兵衛 享保18年 -
- 4代 安藤伝右衛門 延享2年 -
- 5代 角茂兵衛 宝暦9年 -
- 6代 安達茂右衛門 明和8年 -
- 7代 岩田政五郎 天明5年 -
- 8代 井田勘兵衛 寛政6年 -
- 9代 井田永助 文化6年 -
- 10代 井田喜三右衛門 文政4年 -
- 11代 井田敬蔵 文政11年 -
- 12代 井田貞七郎 弘化2年 -
- 13代 佐々木文左衛門 安政4年 -
- 14代 大倉敬三郎 明治7年 -

### 戸長
- 初代 大倉敬三郎 明治10年 -
- 2代 安達伊三郎 明治11年 -

### 大篠津村連合役場
- 初代 安本亨 明治14年 -
- 2代 立原有隣 明治16年 -
- 3代 安田復四郎 明治21年（1888年） -

### 村長
- 初代 大倉齢造 明治22年（1889年） -
- 2代 井田定省 明治24年（1891年） -
- 3代 大倉齢造（再） 明治27年（1894年） -
- 4代 吉田文次郎 明治35年（1902年） -
- 5代 末吉鉄太郎 明治43年（1910年） -
- 6代 吉田文次郎（再）大正4年（1915年） -
- 7代 大家重朝 大正8年（1919年） -
- 8代 井田鉄蔵 大正10年（1921年） -
- 9代 池淵繁義 昭和4年（1929年） -
- 10代 大倉武雄 昭和8年（1933年） -
- 11代 大西節夫 昭和22年（1947年） -
- 12代 森脇孝 昭和26年（1951年） - 昭和29年（1954年）

## 世帯数と人口
2022年（令和4年）7月31日現在の世帯数と人口は以下の通りである。
| 町丁   | 世帯数    | 人口    |
| ------ | --------- | ------- |
| 和田町 | 1,128世帯 | 2,432人 |

## 小・中学校の学区
市立小・中学校に通う場合、学区は以下の通りとなる。
| 番地 | 小学校             | 中学校             |
| ---- | ------------------ | ------------------ |
| 全域 | 米子市立和田小学校 | 米子市立美保中学校 |

## 交通

### 鉄道
- JR西日本境線和田浜駅

### 道路
- 国道431号
- 鳥取県道300号米子環状線

## 出身人物

### 政治家
- 大西節夫 明治36年（1903年） -
  - 村長退任後、鳥取県議会議員を務める。
- 安達俊幸 昭和7年（1932年） - 平成21年（2009年）
  - 労働運動で活躍、鳥取県議会議員を務める。

### 実業家
- 岩田熊吉 明治17年（1884年） -
  - 海運業で成功、寄附により和田小学校校舎が建つ。

### 力士
- 平石七太夫 明和5年（1768年） - 文化10年（1813年）
- 山颪源吾 宝暦10年（1760年） - 天保3年（1832年）
  - 平石七太夫の従兄弟、松江藩抱えの雷電爲五郎を破る。

## 年表
- 延宝年間（1673年 - 1680年）
  - 佐斐神村の井田氏、浪切沢付近を拓く。
- 延宝8年（1680年）
  - 佐斐神村の永見氏、妻子を連れて下和田に移住。
- 天和年間（1681年 - 1683年）
  - 小篠津村の松本氏等、蒲沢、曲沢付近を拓く。
  - 新屋村の足立氏等7氏、イガラ沢、池の尻付近を拓く。
- 元禄元年（1688年）
  - “和田新田村”の村号を得る。
- 正徳4年（1714年）
  - “和田新田村”、官許を得て“和田村”と改称。
- 正徳5年（1715年）
  - 雲泉寺建立（「棟札」）。
- 延享2年（1745年）
  - 和田神社創建（小篠津：日御碕神社文書）。
- 文化6年（1809年）
  - 堂の庭に弓ヶ浜最初の藷塚を建立。
- 慶応元年（1865年）
  - 釣船神社建立（棟札）。
- 明治6年（1873年）
  - 堂森に和田小学校創設。
- 明治15年（1882年）
  - 和田小学校、蒲沢に新築。
- 明治22年（1889年）10月1日
  - 町村制施行により、会見郡和田村が自治体となる。
- 明治29年（1896年）4月1日
  - 郡制施行により、所属が西伯郡に変更となる。
- 昭和11年（1936年）6月
  - 弓ヶ浜最大の地引網「勝衛網」、一網で2000本のクロマグロを揚げる。
- 昭和26年（1951年）
  - 境線に和田浜駅開設される。
- 昭和29年（1954年）6月1日
  - 米子市に編入合併。同日、和田村廃止。

## 施設
- 米子市立和田小学校
- 米子警察署 和田駐在所
- 和田簡易郵便局